# 伯靈頓海茨 (新澤西州)
伯靈頓海茨（英語：Burlingtin Heights）是位於美國新澤西州蒙茅斯縣的非建制地區。

## 地理
伯靈頓海茨所處的海拔為高於海平面39米（即128英呎），而該地所採用的時區為UTC-5，即北美东部时区（EST）。同時該地設有夏令時間，為UTC-5調快一小時，即UTC-4（EDT）。